# Lista planetelor minore/130301–130400
Aceasta este Lista planetelor minore/130301–130400; pentru a naviga prin lista completă vezi Lista planetelor minore.
Pentru ale detalii vezi și Proiect:Astronomie sau Portal:Astronomie.
| Nume     | Denumire provizorie | Data descoperirii | Locul descoperirii | Descoperitor(i) |
| -------- | ------------------- | ----------------- | ------------------ | --------------- |
| 130301 - | 2000 EP71           | 9 martie 2000     | Kitt Peak          | Spacewatch      |
| 130302 - | 2000 EH78           | 5 martie 2000     | Socorro            | LINEAR          |
| 130303 - | 2000 EO79           | 5 martie 2000     | Socorro            | LINEAR          |
| 130304 - | 2000 EY82           | 5 martie 2000     | Socorro            | LINEAR          |
| 130305 - | 2000 EW88           | 9 martie 2000     | Socorro            | LINEAR          |
| 130306 - | 2000 EN96           | 12 martie 2000    | Socorro            | LINEAR          |
| 130307 - | 2000 EP102          | 14 martie 2000    | Kitt Peak          | Spacewatch      |
| 130308 - | 2000 EZ102          | 9 martie 2000     | Socorro            | LINEAR          |
| 130309 - | 2000 EM103          | 12 martie 2000    | Socorro            | LINEAR          |
| 130310 - | 2000 EP103          | 12 martie 2000    | Socorro            | LINEAR          |
| 130311 - | 2000 EW105          | 11 martie 2000    | Anderson Mesa      | LONEOS          |
| 130312 - | 2000 EX107          | 8 martie 2000     | Socorro            | LINEAR          |
| 130313 - | 2000 EM120          | 11 martie 2000    | Anderson Mesa      | LONEOS          |
| 130314 - | 2000 EU121          | 11 martie 2000    | Catalina           | CSS             |
| 130315 - | 2000 EV122          | 11 martie 2000    | Socorro            | LINEAR          |
| 130316 - | 2000 EK123          | 11 martie 2000    | Anderson Mesa      | LONEOS          |
| 130317 - | 2000 EK124          | 11 martie 2000    | Anderson Mesa      | LONEOS          |
| 130318 - | 2000 EO130          | 11 martie 2000    | Anderson Mesa      | LONEOS          |
| 130319 - | 2000 EX140          | 2 martie 2000     | Catalina           | CSS             |
| 130320 - | 2000 EL141          | 2 martie 2000     | Catalina           | CSS             |
| 130321 - | 2000 EW163          | 3 martie 2000     | Socorro            | LINEAR          |
| 130322 - | 2000 EO166          | 4 martie 2000     | Socorro            | LINEAR          |
| 130323 - | 2000 ED169          | 4 martie 2000     | Socorro            | LINEAR          |
| 130324 - | 2000 EC170          | 5 martie 2000     | Socorro            | LINEAR          |
| 130325 - | 2000 EV178          | 4 martie 2000     | Socorro            | LINEAR          |
| 130326 - | 2000 EJ183          | 5 martie 2000     | Socorro            | LINEAR          |
| 130327 - | 2000 EU189          | 3 martie 2000     | Socorro            | LINEAR          |
| 130328 - | 2000 FT6            | 27 martie 2000    | Kitt Peak          | Spacewatch      |
| 130329 - | 2000 FG11           | 28 martie 2000    | Socorro            | LINEAR          |
| 130330 - | 2000 FK11           | 28 martie 2000    | Socorro            | LINEAR          |
| 130331 - | 2000 FJ14           | 30 martie 2000    | Kitt Peak          | Spacewatch      |
| 130332 - | 2000 FC23           | 29 martie 2000    | Socorro            | LINEAR          |
| 130333 - | 2000 FT23           | 29 martie 2000    | Socorro            | LINEAR          |
| 130334 - | 2000 FD24           | 29 martie 2000    | Socorro            | LINEAR          |
| 130335 - | 2000 FZ26           | 27 martie 2000    | Anderson Mesa      | LONEOS          |
| 130336 - | 2000 FU27           | 27 martie 2000    | Anderson Mesa      | LONEOS          |
| 130337 - | 2000 FR29           | 27 martie 2000    | Anderson Mesa      | LONEOS          |
| 130338 - | 2000 FO34           | 29 martie 2000    | Socorro            | LINEAR          |
| 130339 - | 2000 FC39           | 29 martie 2000    | Socorro            | LINEAR          |
| 130340 - | 2000 FU43           | 29 martie 2000    | Socorro            | LINEAR          |
| 130341 - | 2000 FU47           | 29 martie 2000    | Socorro            | LINEAR          |
| 130342 - | 2000 FK53           | 30 martie 2000    | Kitt Peak          | Spacewatch      |
| 130343 - | 2000 FB56           | 29 martie 2000    | Socorro            | LINEAR          |
| 130344 - | 2000 FL57           | 26 martie 2000    | Anderson Mesa      | LONEOS          |
| 130345 - | 2000 FQ57           | 26 martie 2000    | Anderson Mesa      | LONEOS          |
| 130346 - | 2000 FA61           | 29 martie 2000    | Socorro            | LINEAR          |
| 130347 - | 2000 FV63           | 29 martie 2000    | Socorro            | LINEAR          |
| 130348 - | 2000 FJ72           | 25 martie 2000    | Kitt Peak          | Spacewatch      |
| 130349 - | 2000 FC73           | 26 martie 2000    | Anderson Mesa      | LONEOS          |
| 130350 - | 2000 GS4            | 5 aprilie 2000    | Socorro            | LINEAR          |
| 130351 - | 2000 GQ16           | 5 aprilie 2000    | Socorro            | LINEAR          |
| 130352 - | 2000 GU19           | 5 aprilie 2000    | Socorro            | LINEAR          |
| 130353 - | 2000 GD21           | 5 aprilie 2000    | Socorro            | LINEAR          |
| 130354 - | 2000 GF25           | 5 aprilie 2000    | Socorro            | LINEAR          |
| 130355 - | 2000 GG35           | 5 aprilie 2000    | Socorro            | LINEAR          |
| 130356 - | 2000 GW43           | 5 aprilie 2000    | Socorro            | LINEAR          |
| 130357 - | 2000 GD47           | 5 aprilie 2000    | Socorro            | LINEAR          |
| 130358 - | 2000 GT61           | 5 aprilie 2000    | Socorro            | LINEAR          |
| 130359 - | 2000 GQ65           | 5 aprilie 2000    | Socorro            | LINEAR          |
| 130360 - | 2000 GW70           | 5 aprilie 2000    | Socorro            | LINEAR          |
| 130361 - | 2000 GN86           | 4 aprilie 2000    | Socorro            | LINEAR          |
| 130362 - | 2000 GY87           | 4 aprilie 2000    | Socorro            | LINEAR          |
| 130363 - | 2000 GH93           | 5 aprilie 2000    | Socorro            | LINEAR          |
| 130364 - | 2000 GJ97           | 7 aprilie 2000    | Socorro            | LINEAR          |
| 130365 - | 2000 GV100          | 7 aprilie 2000    | Socorro            | LINEAR          |
| 130366 - | 2000 GT116          | 2 aprilie 2000    | Kitt Peak          | Spacewatch      |
| 130367 - | 2000 GS118          | 3 aprilie 2000    | Kitt Peak          | Spacewatch      |
| 130368 - | 2000 GF121          | 5 aprilie 2000    | Kitt Peak          | Spacewatch      |
| 130369 - | 2000 GZ124          | 7 aprilie 2000    | Socorro            | LINEAR          |
| 130370 - | 2000 GP129          | 5 aprilie 2000    | Kitt Peak          | Spacewatch      |
| 130371 - | 2000 GZ147          | 5 aprilie 2000    | Socorro            | LINEAR          |
| 130372 - | 2000 GP149          | 5 aprilie 2000    | Socorro            | LINEAR          |
| 130373 - | 2000 GU156          | 6 aprilie 2000    | Socorro            | LINEAR          |
| 130374 - | 2000 GB164          | 12 aprilie 2000   | Haleakala          | NEAT            |
| 130375 - | 2000 GX170          | 5 aprilie 2000    | Anderson Mesa      | LONEOS          |
| 130376 - | 2000 GJ178          | 2 aprilie 2000    | Anderson Mesa      | LONEOS          |
| 130377 - | 2000 GJ183          | 3 aprilie 2000    | Kitt Peak          | Spacewatch      |
| 130378 - | 2000 HR             | 24 aprilie 2000   | Kitt Peak          | Spacewatch      |
| 130379 - | 2000 HO15           | 29 aprilie 2000   | Socorro            | LINEAR          |
| 130380 - | 2000 HN33           | 30 aprilie 2000   | Socorro            | LINEAR          |
| 130381 - | 2000 HR35           | 27 aprilie 2000   | Socorro            | LINEAR          |
| 130382 - | 2000 HW60           | 25 aprilie 2000   | Anderson Mesa      | LONEOS          |
| 130383 - | 2000 HA61           | 25 aprilie 2000   | Anderson Mesa      | LONEOS          |
| 130384 - | 2000 HB77           | 27 aprilie 2000   | Socorro            | LINEAR          |
| 130385 - | 2000 JS29           | 7 mai 2000        | Socorro            | LINEAR          |
| 130386 - | 2000 JY33           | 7 mai 2000        | Socorro            | LINEAR          |
| 130387 - | 2000 JJ40           | 7 mai 2000        | Socorro            | LINEAR          |
| 130388 - | 2000 JY66           | 1 mai 2000        | Haleakala          | NEAT            |
| 130389 - | 2000 JH70           | 1 mai 2000        | Anderson Mesa      | LONEOS          |
| 130390 - | 2000 JW70           | 1 mai 2000        | Anderson Mesa      | LONEOS          |
| 130391   | 2000 JG81           | 6 mai 2000        | La Silla           | La Silla        |
| 130392 - | 2000 KM60           | 25 mai 2000       | Anderson Mesa      | LONEOS          |
| 130393 - | 2000 KV67           | 30 mai 2000       | Socorro            | LINEAR          |
| 130394 - | 2000 LL14           | 7 iunie 2000      | Socorro            | LINEAR          |
| 130395 - | 2000 LX25           | 11 iunie 2000     | Socorro            | LINEAR          |
| 130396 - | 2000 LD31           | 6 iunie 2000      | Anderson Mesa      | LONEOS          |
| 130397 - | 2000 LB32           | 5 iunie 2000      | Anderson Mesa      | LONEOS          |
| 130398 - | 2000 NR8            | 5 iulie 2000      | Kitt Peak          | Spacewatch      |
| 130399 - | 2000 NG13           | 5 iulie 2000      | Anderson Mesa      | LONEOS          |
| 130400 - | 2000 NP13           | 5 iulie 2000      | Anderson Mesa      | LONEOS          |